# 아리나가 가즈키
아리나가 가즈키(일본어: 有永 一生, 1989년 3월 3일 ~ )는 일본의 축구 선수이다.

## 구단 경력
그는 2014년부터 2021년까지 J리그의 AC 나가노 파르세이루, 이와테 그루자 모리오카에서 활동하였다.